# Kanton Lisle-sur-Tarn
Kanton Lisle-sur-Tarn (francouzsky Canton de Lisle-sur-Tarn) je francouzský kanton v departementu Tarn v regionu Midi-Pyrénées. Tvoří ho tři obce.

## Obce kantonu
- Lisle-sur-Tarn
- Parisot
- Peyrole